# Lou Kenton
Lou Kenton (Stepney, Londres, Inglaterra, 1 de septiembre de 1908 - 17 de septiembre de 2012) fue un alfarero inglés, quien se desempeñó como conductor de ambulancias con las Brigadas Internacionales y fue su último miembro superviviente.

## Biografía
Kenton nació en Stepney, al este de Londres en una familia de origen judeoucraniano que había escapado a los pogromos de la época zarista. Su padre murió de tuberculosis cuando él era joven, y cuando salía de la escuela a los 14 años trabajaba en una fábrica de papel en la que encontró por primera vez el antisemitismo. Esto lo llevó a unirse al Partido Comunista de Gran Bretaña en 1929.
El 26 de mayo de 2009, se anunció que Kenton con 101 años de edad, fue el mayor de siete jubilados británicos que recibieron pasaportes españoles en la embajada española de Londres el 9 de junio de 2009.